# Cova de Mas d'Azil
La cova del Mas d'Asilh és una cova transversal molt gran, excavada pel riu Arisa al massís de Plantaurel (Pirineus d'Arieja, estat francès). Va ser ocupada en diferents èpoques prehistòriques i històriques, i ha donat nom a una cultura prehistòrica, l'azilià.

L'entrada de l'Arisa marca l'inici de la cova al sud i és formada per una obertura de 51 metres d'alçada i 48 metres d'ample.

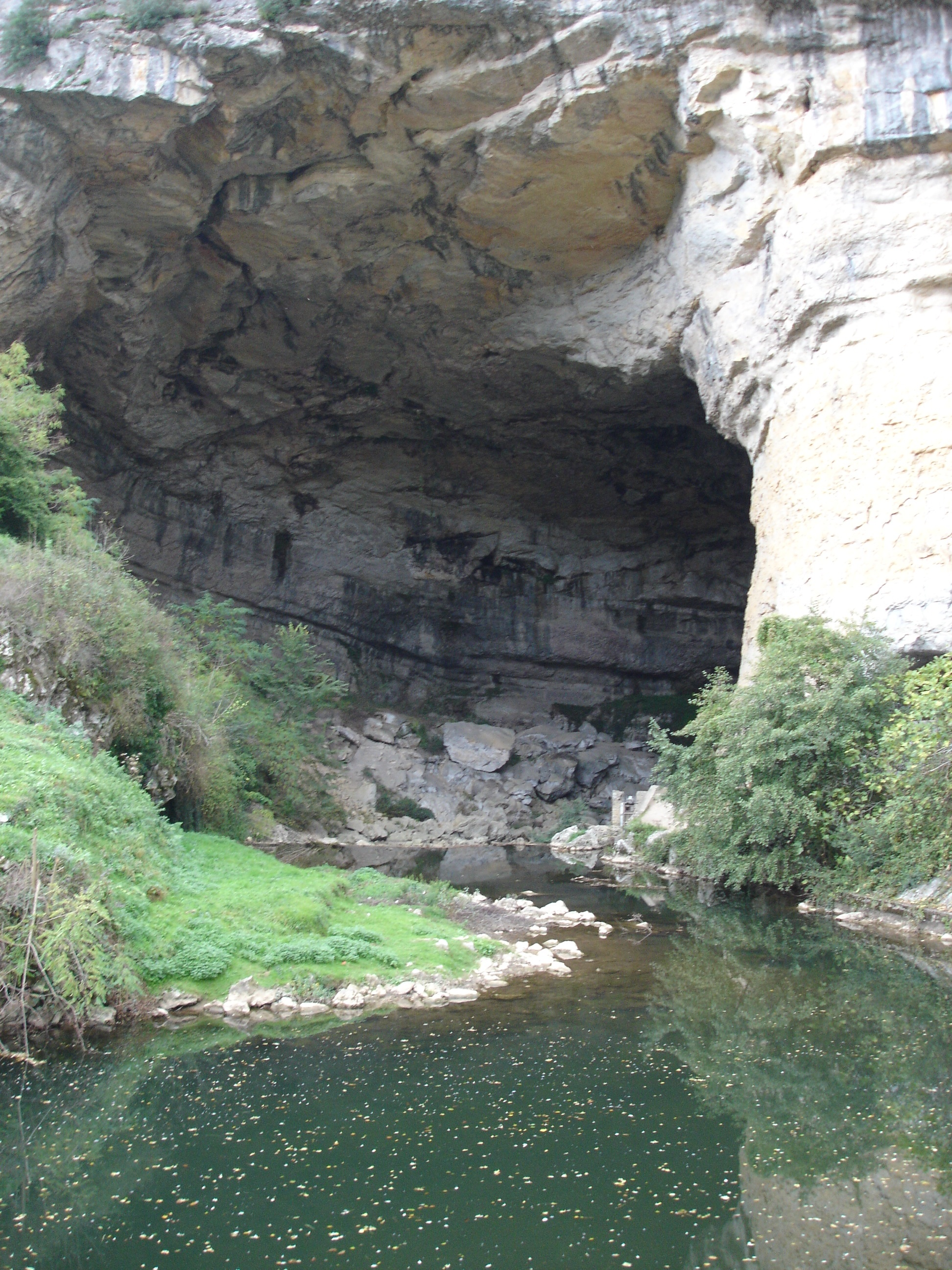
Entrada sud. Obertura de l'Arisa

## Geografia
Aquesta cova es troba a Occitània, regió Migdia-Pirineus, departament d'Arieja, a la comuna de Lo Mas d'Asilh, al centre dels Pirineus (massís de Plantaurel o massís de l'Arisa en el curs del riu Arisa).

### Topografia

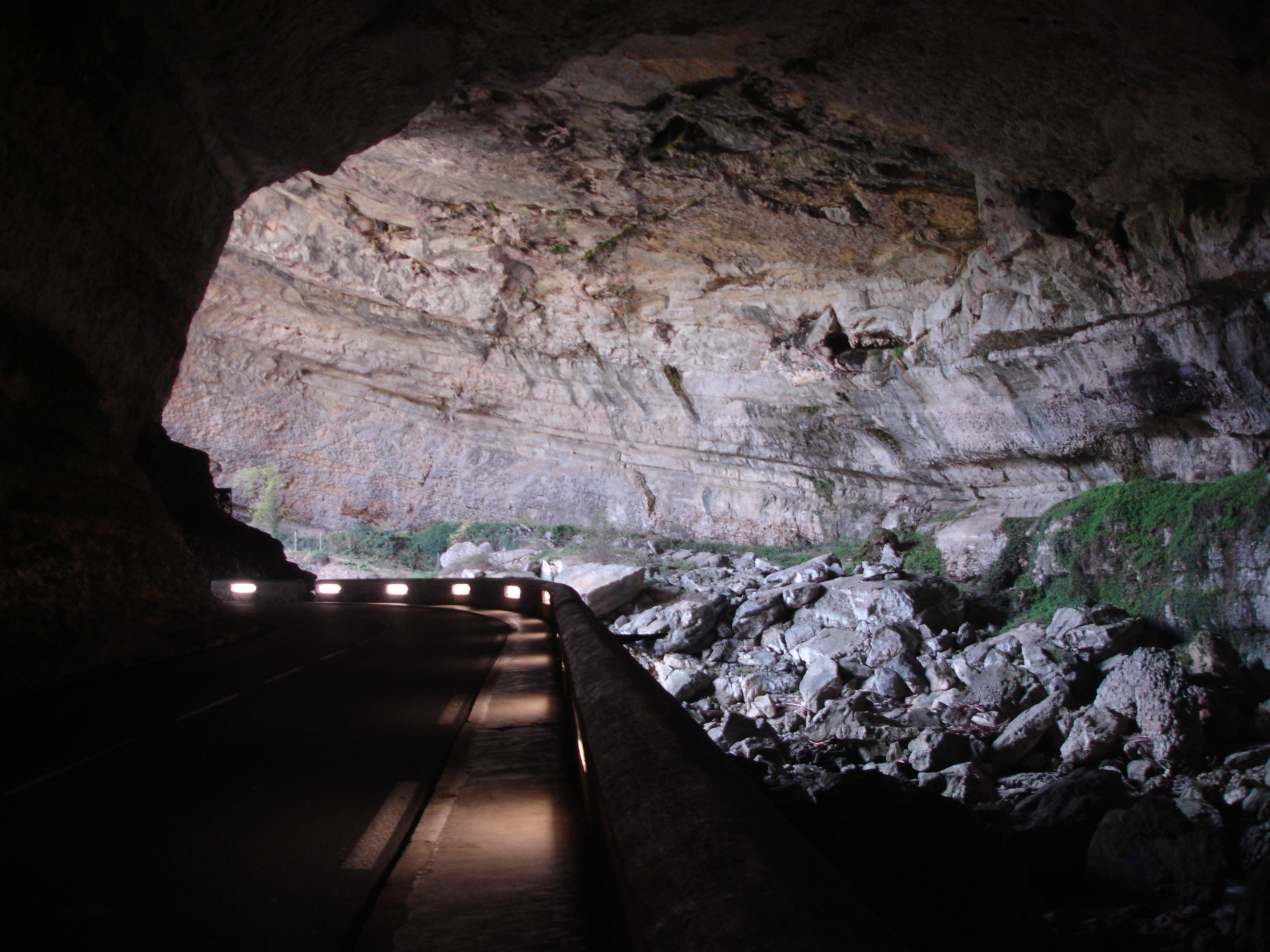
Carretera que travessa la gruta

Part de la cova és un túnel natural que permet que sigui travessada per una carretera (la carretera D 119), que discorre al costat de l'Arisa més de 410 m. La construcció d'aquesta carretera va ser la causa dels descobriment arqueològics.

### Geologia
El límit Cretaci-Terciari (límit KT) és visible a la cova, formada fa milions d'anys per l'erosió causada per l'Arisa. El riu fluïa antigament per la superfície de la vall, 60 metres més elevat del nivell actual. Circulant per un paisatge de pedra calcària, va erosionar gran nombre de cavitats, i donà lloc a la gruta amb el pas dels anys.

## Prehistòria
La cova va estar ocupada per animals i les galeries són riques en ossos de mamut, os, i rinoceront llanut.
Diferents grups prehistòrics s'hi van establir. La cova és famosa per les seves nombroses restes prehistòriques, entre les quals el Faon dels ocells, que és un bell propulsor magdalenià de 17000-12000 anys aC. També es va descobrir un botó amb un gravat d'un ur femella, amb el seu vedell en l'altra cara.
El lloc va donar nom a la cultura aziliana, una cultura prehistòrica de l'Epipaleolític (al voltant del 12000-9500 aC), comprès entre el magdalenià i el Mesolític definit per Édouard Piette. S'han trobat nombrosos còdols pintats azilians. S'han trobat al voltant de la cova molts dòlmens del Neolític, estimats en uns 4.000 anys d'antiguitat. També s'ha trobat ceràmica a l'entrada de la cova.

## Història
El segle iii, els cristians, llavors perseguits, van establir-hi un lloc d'oració. La cova també va servir com a refugi probablement als càtars al segle xiii (sense indicis oficials) i als protestants en el segle xvii, que es van refugiar allà durant el setge infructuós a la ciutat en l'any 1625 pel mariscal Thémines. En represàlia, Richelieu va fer volar el sostre de la Sala del Temple a l'interior de la cova.

## Les excavacions i els estudis
Es creu que la majoria de restes de la presència humana estan enterrades en el terraplè, a l'entrada de la cova. Un vestigi d'hàbitat prehistòric es pot visitar a les galeries superiors, fora de l'abast de les crescudes del riu. Un museu sobre la història i la prehistòria de la regió es troba a la localitat de Lo Mas d'Asilh.